# Larraona
Larraona è un comune spagnolo di 143 abitanti situato nella comunità autonoma della Navarra.